# Monarca de Hawaii
El monarca de Hawaii (Chasiempis sandwichensis) és un ocell de la família dels monàrquids (Monarchidae).

## Hàbitat i distribució
Habita els boscos de les muntanyes de l'illa de Hawaii, la més gran de les Hawaii.